# Tianzhong
Tianzhong (chinesisch 田中鎮, Pinyin Tiánzhōng zhèn, taiwanisch: Tiân-tiong-tìn) ist eine Stadtgemeinde des Landkreises Changhua in der Republik China (Taiwan).

## Lage und Beschreibung

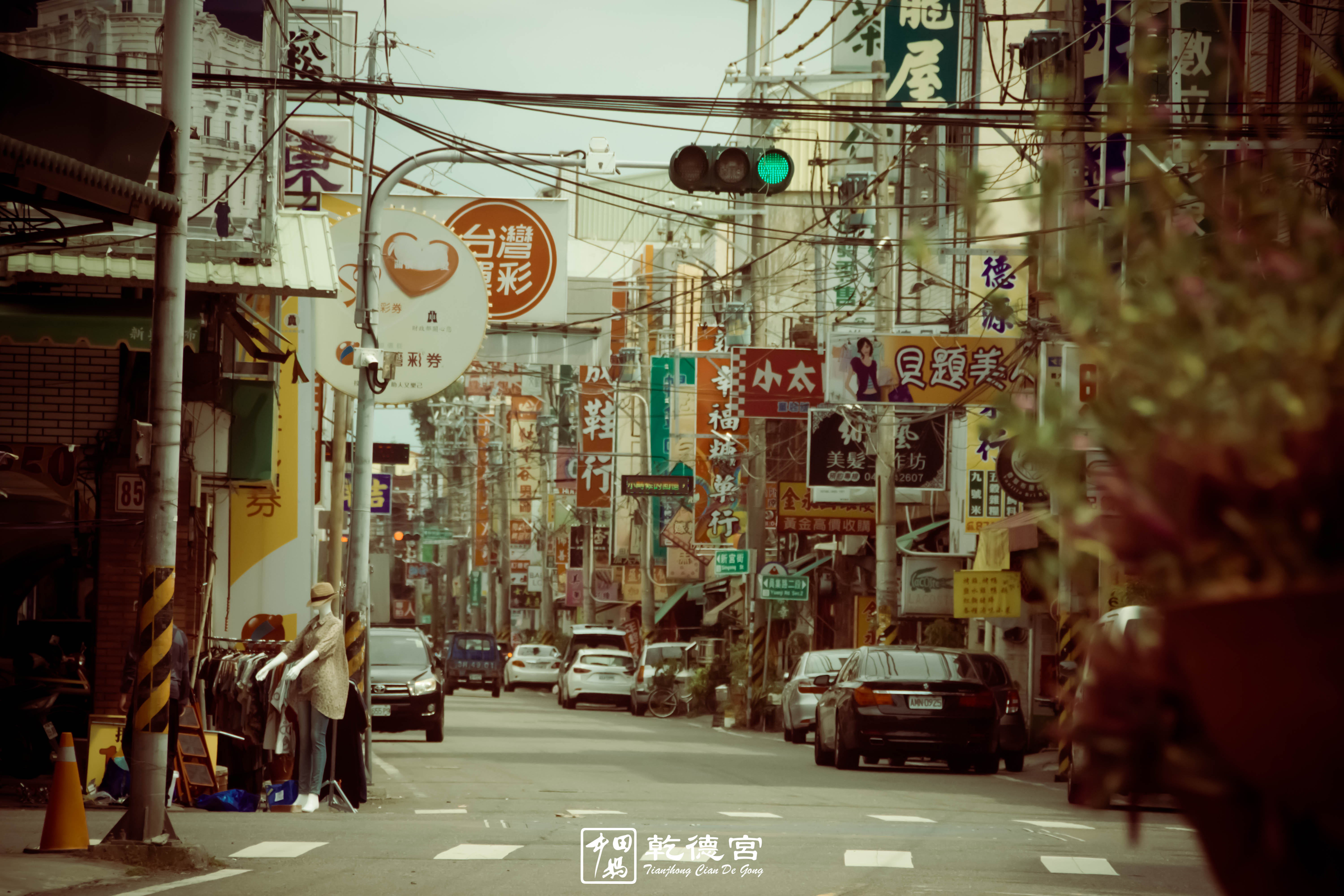
Die „Alte Straße“ von Tianzhong

Tianzhong liegt geologisch in der Schwemmebene des Flusses Zhuoshui am südöstlichen Rand des Landkreises und der Changhua-Ebene. Im Osten steigt das Gelände an und es beginnen das Bagua-Plateau und die Gemeinde Mingjian des Landkreises Nantou. Im Süden grenzt Tianzhong an Ershui und Xizhou, im Westen an Beidou und Tianwei sowie im Norden an Shetou.
Tianzhong zählte im September 2024 etwa 39.000 Einwohner.

## Geschichte

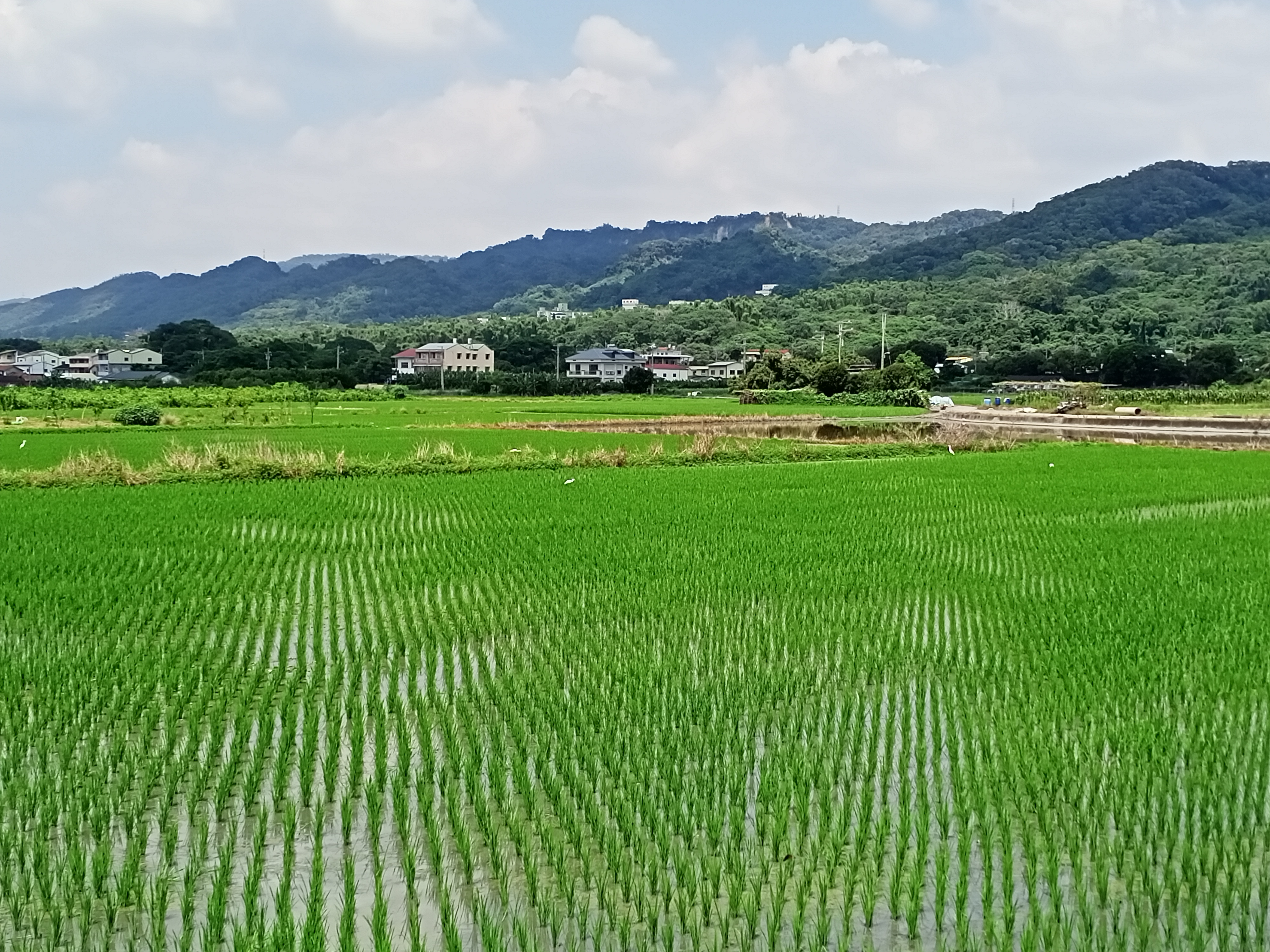
Blick über ein Reisfeld auf das Bagua-Plateau

Tianzhongs früherer Name lautete Tianzhongyang (田中央, taiwanisch: Chhân-tiong-ng, „Inmitten von Feldern“). Ab Anfang des 18. Jahrhunderts wurde das Gebiet von chinesischen Einwanderern besiedelt und urbar gemacht, wobei u. a. Bewässerungskanäle angelegt wurden. Die Landwirtschaft blühte und der Ort erlebte zur Zeit der japanischen Herrschaft über Taiwan durch die Errichtung des Bahnhofs im Jahr 1905 einen bedeutenden Aufschwung. Reis, Zuckerrohr und Kampferholz aus dem benachbarten Nantou wurden auf den Schienen nach Norden bzw. zur Küste transportiert, sodass Tianzhongyang eine wichtige Drehscheibe des Handels wurde und seine Bevölkerung wuchs. In dieser Zeit war von Tianzhong als „Reisspeicher“ (米倉 micang) Taiwans die Rede.
1940 wurde der Ortsname bei gleicher Bedeutung um das letzte Schriftzeichen bzw. die letzte Silbe gekürzt. Nach der Übernahme Taiwans durch die Republik China wurde der Ort 1950 in den neuen Landkreis Changhua eingegliedert.

## Verkehr und Wirtschaft

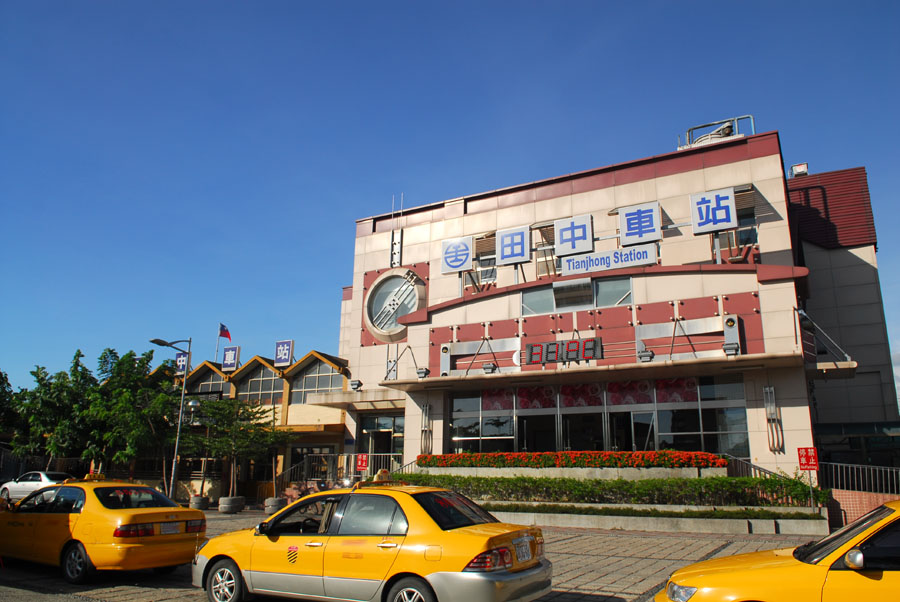
Der Bahnhof von Tianzhong

In Tianzhong liegen der Bahnhof Changhua der Taiwan High Speed Rail THSR (高鐵彰化站, im Norden der Gemeinde) und ein Bahnhof der Taiwanischen Eisenbahn im Zentrum. Eine Schienenverbindung zwischen beiden Bahnhöfen befindet sich im Bau. Des Weiteren wird Tianzhong von den Kreisstraßen 141 und 137 von Nord nach Süd und von der Kreisstraße 150 von West nach Ost durchquert. Der Öffentliche Nahverkehr besteht aus Buslinien.
Tianzhongs Wirtschaft ist vorwiegend landwirtschaftlich geprägt, wobei Reis, Guaven, Mangos und Nudeln die Hauptprodukte darstellen. Es ist für Süßigkeiten wie z. B. Mahua (麻花), ein spiralförmiges in Erdnussöl frittiertes Gebäck, bekannt.
Das Zentrum rund um den Bahnhof bietet entlang der Alten Straße von Tianzhong (田中老街 Tianzhong Laojie) Einkaufsmöglichkeiten und traditionelle Märkte, darunter einen Nachtmarkt.
Im Tianzhong-Industriepark  sind Lebensmittelverarbeitung, Textilindustrie, Papierindustrie und Kunststoffverarbeitung vertreten.

## Kultur und Sehenswürdigkeiten

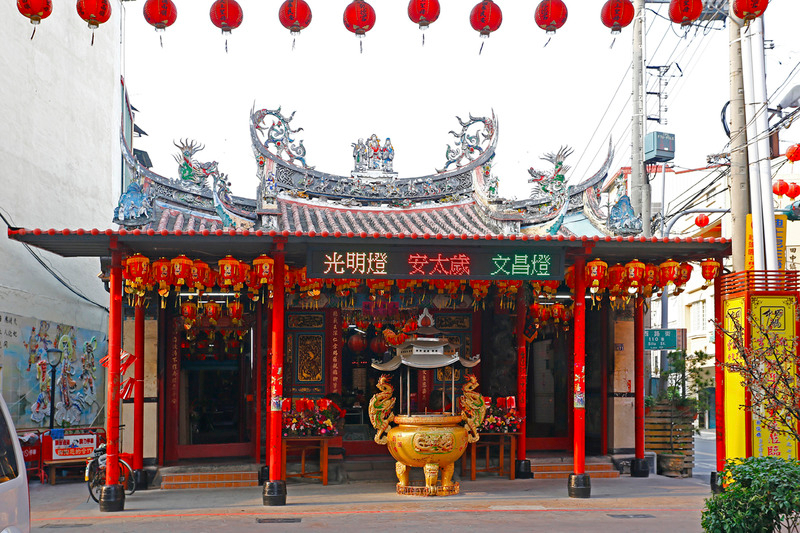
Der Qiande Gong

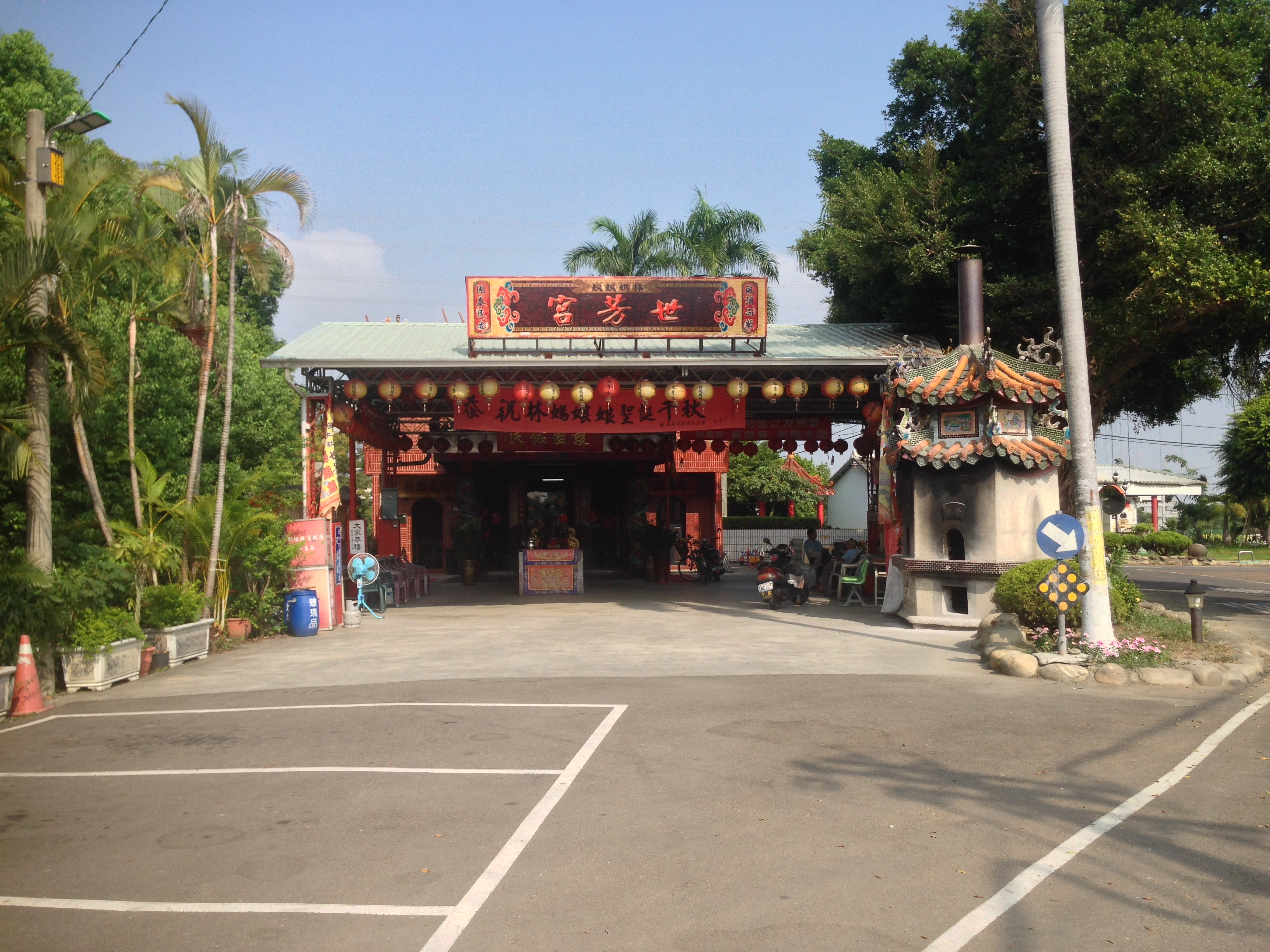
Der Shifang Gong

In Tianzhong gibt es eine Reihe daoistischer und buddhistischer Tempel sowie christliche Gemeinden. Ein bedeutendes religiöses und gesellschaftliches Zentrum ist der Qiande Gong (乾德宮) im Ortsteil Xilu, dessen Hauptgottheit Mazu ist.
Eine lokale Besonderheit ist die Verehrung der Gottheit Lin. Im Tempel Shifang Gong (世芳宮) im Ortsteil Dashe werden drei Schwestergöttinnen namens Lin (林媽娘娘 Lin Ma Niangniang) verehrt, die mit dem Wasser verbunden sind und  die Menschen vor Überschwemmungen beschützen sollen.  Anfang des 18. Jahrhunderts soll eine der Göttinnen in Gestalt eines alten Mannes namens Lin den Wasserbaumeister Shi Shibang beim schwierigen Bau der Bewässerungsanlage Babaozun (八堡圳) beraten haben. In Tianzhongs Nachbargemeinde Ershui gibt es einen jenem Herrn Lin gewidmeten Tempel, den Lin Xiansheng Miao (林先生廟).
Zu einem Großereignis von überregionaler Anziehungskraft hat sich der Tianzhong-Marathon (田中馬拉松) entwickelt, der seit 2012 jährlich im November stattfindet und im Jahr 2023 etwa 15.000 Teilnehmer aus aller Welt anzog.